# Joshua Pereira
Joshua Pereira (* 10. Oktober 1997 in Singapur), mit vollständigen Namen Joshua Bernard Pereira, ist ein singapurischer Fußballspieler.

## Karriere

### Verein
Joshua Pereira erlernte das Fußballspielen in der National Football Academy in Singapur. Seinen ersten Vertrag unterschrieb er 2016 bei den Young Lions. Die Young Lions sind eine U23-Mannschaft, die 2002 gegründet wurde. In der Elf spielen U23-Nationalspieler und auch Perspektivspieler. Ihnen soll die Möglichkeit gegeben werden, Spielpraxis in der ersten Liga, der S. League, zu sammeln. Für die Lions absolvierte er 63 Erstligaspiele. 2020 wechselte er zum Ligakonkurrenten Geylang International. Von Mai 2020 bis Mai 2022 absolvierte er den zweijähreigen Militärdienst.

### Nationalmannschaft
Joshua Pereira gab sein Debüt am 21. September 2022 in der singapurischen Nationalmannschaft. Hier kam er in einen Freundschaftsspiel gegen Vietnam  zum Einsatz. Bei der 4:0-Niederlage im Thống Nhất Stadium in Ho-Chi-Minh-Stadt stand er in der Startelf und wurde in der 62. Minute gegen Wai Loon Ho ausgewechselt.